# ام‌وی جسیکا
ام‌وی جسیکا (به انگلیسی: MV Jessica) یک کشتی بود.